# Ensemble mégalithique de Quélarn
L'ensemble mégalithique de Quélarn, classé monument historique, est un grand complexe mégalithique composé d'un cairn compartimenté et d'un petit menhir, situé à l'Ouest de la commune de Plobannalec-Lesconil, dans le sud du département du Finistère, en Bretagne, en France.

## Localisation
L'ensemble de Quélarn est situé dans un environnement riche en vestiges mégalithiques, avec lesquels il ne doit pas être confondu, malgré la toponymie locale pouvant prêter à confusion : 
- il est situé à environ 300 m au sud du menhir de Quélarn[1];
- il est situé à environ 300 m à l'est du dolmen de Tronval qui est parfois inclus et décrit dans le même ensemble : P. du Châtellier distingue ainsi un groupe de mégalithes qu'il nomme Goarem-ar-Chorriquet (la Garenne des Korrigans) ou « Tronval ouest », correspondant au site de Quelarn, et un second groupe qu'il nomme Parc-ar-Foênec[2] , correspondant au site de Tronval proprement dit.

## Historique
Le site fut exploité comme carrière de pierres au Moyen Âge, le volume de pierres qui fut retiré de la superstructure est ainsi estimé entre 1 000 m3 et 1 500 m3, ce qui explique en bonne partie son aspect actuel. Il est mentionné par Armand du Châtellier en 1850 qui en publie un plan sommaire. Son fils Paul du Chatellier en entreprend une fouille en 1887, dont les résultats ne furent pas publiés, et y décompte un « dolmen à galerie » et « vingt-sept chambres à ciel ouvert », ce qui le conduit alors à qualifier le site de nécropole.
Le site est classé au titre des monuments historiques par arrêtés du 10 juin 1920 et du 26 août 1921.
Entre 1979 et 1983, Pierre-Roland Giot, avec la collaboration de A.M. Apsimon de l'université de Southamton, y dirige cinq campagnes de fouilles. Ces fouilles révèlent l'existence d'un cairn de 55 m de long et 10 m de large environ, orienté est/ouest, et composé de six couloirs couverts, ouvrant plein sud, débouchant chacun sur un ensemble de chambres funéraires compartimentées desservies par un dégagement central. Cette campagne de fouilles met au jour du mobilier funéraire et permet de dater la construction du Néolithique moyen. Le site est acquis par le département en 1987.

## Le cairn
A l'issue de ses fouilles, P-R. Giot considère que le site n'est que très partiellement fouillé et qu'il aurait fallu au moins doubler la durée des fouilles pour le prospecter totalement pour autant ces campagnes de fouilles « ont permis de comprendre le plan d’ordonnancement des structures, et montré la complexité des phases de construction et de remaniement d'un grand ensemble à chambres compartimentées multiples ».
Le cairn inclus six chambres compartimentées, numérotées de A à F d'est en ouest. Il est accompagné d'un petit menhir situé à environ 50 m au sud de son extrémité ouest. Il semble que le cairn final ne corresponde pas à un monument résultant d'une unité de conception préméditée mais d'une juxtaposition de constructions successives sur une longue durée : la chambre C aurait été construite en premier dans un cairn comportant un mur de parement, puis la chambre B lui aurait été ajoutée sur le côté est. L'absence d'un mur de parement entre les chambres B et A (séparées par un simple remplissage de pierres) laisse penser qu'elles furent édifiées en même temps. Le mur de parement frontal externe, commun à toutes les chambres, qui contribue à aligner toutes les façades, ne peut avoir été réalisé qu'ultérieurement
La chambre B est la seule a voir conservé une dalle de couverture, dans son couloir d'accès, ce qui avait contribué à l'identifier au XIXe siècle comme un dolmen mais les fouilles n'ont pas permis de déterminer si les chambres étaient recouvertes elles-aussi par de grandes dalles, qui auraient été convoitées et emportées par les carriers médiévaux, pour par un dispositif en encorbellement.
La pierre utilisée pour les constructions est un granite à gros grain d'origine locale.

### Chambre B

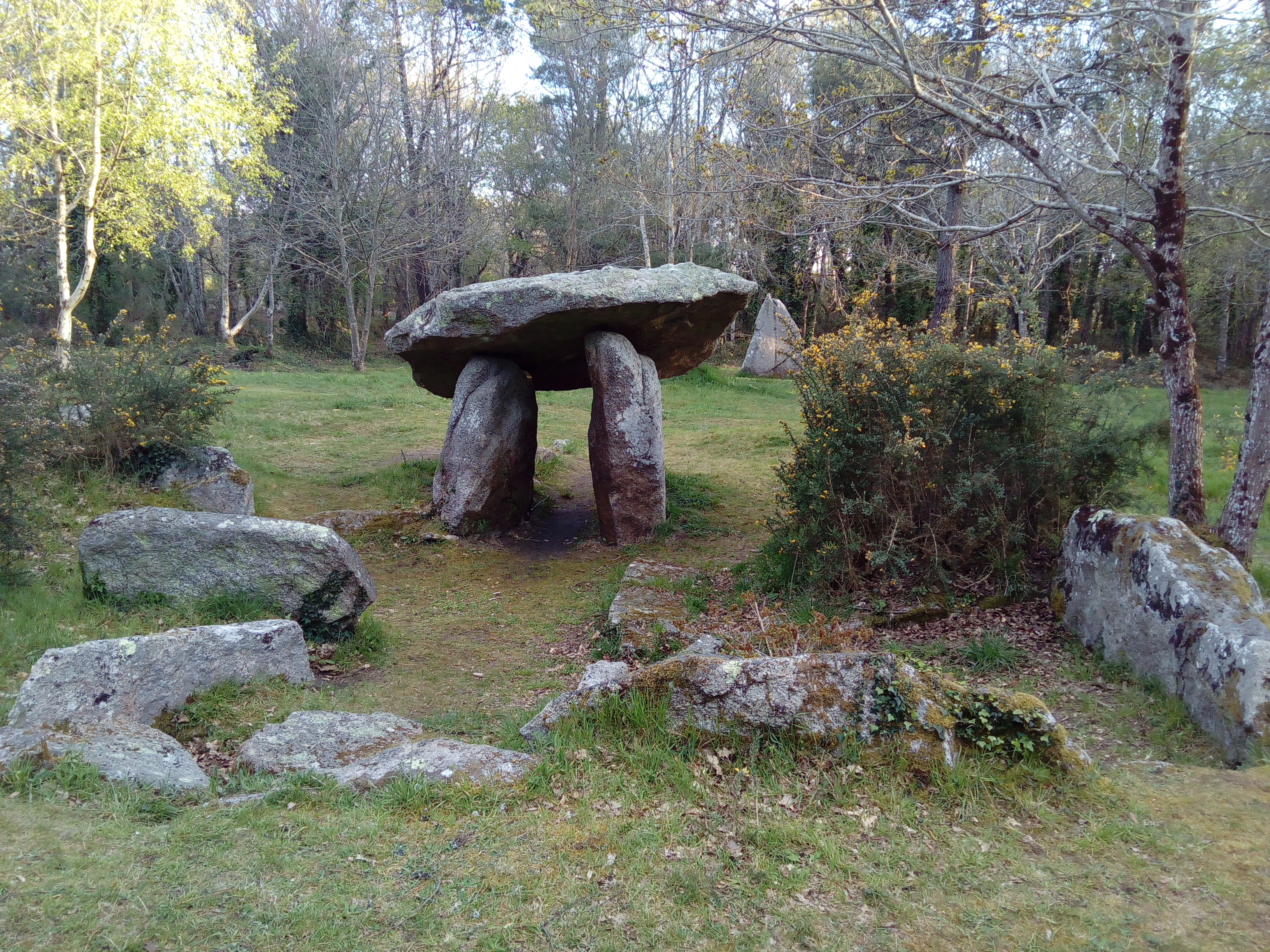
Chambre B vue depuis le nord.

Malgré son état de ruine, la découverte des fosses de calage des supports a permis de reconnaître son architecture. Elle comportait quatre compartiments (qui ont été numérotés de I à IV) entourant un dégagement central au débouché du couloir. Le passage du couloir dans les compartiments II et III comportait une pierre de seuil. Le compartiment III (au nord-est) avait conservé un beau dallage. Le couloir d'accès comportait deux sections distinctes : un avant-couloir constitué de parois en pierres sèches puis une partie interne bordée d'orthostates. Une fosse (1,12 m sur 0,70 m et 0,40 m de profondeur) a été découverte dans l'entrée du couloir. Elle comportait au fond des plaquettes de granite, disposées pour certaines sur chant et pour d'autres à plat ; la fonction de l'ensemble demeurant indéterminée mais il pourrait s'agir du vestige d'un dispositif de fermeture du couloir antérieur à la réalisation du parement externe qui fut réalisé en deux phases.

### Chambre C
Bien que son architecture fut assez complexe à comprendre lors des fouilles, il est apparu finalement qu'il s'agissait d'une structure du même type que les précédentes avec une chambre compartimentée en quatre. Le compartiment situé au sud-ouest comportait des vestiges d'un pavage en plaquettes.

### Chambre D
Cette chambre est de forme carrée avec un cloisonnement interne. Les compartiments situés à l'ouest étaient très dégradés.

### Chambre E
Ses dimensions sont gigantesques (8 m sur 8 m). Les trous d'implantations des supports compartimentant la chambre indiquent qu'elle comportait six compartiments distincts, trois de chaque côté du dégagement central qui était pavé. A l'extérieur, la chambre comportait un parement externe.

### Chambre F
Il s'agit en fait d'une sépulture adventice au cairn, constituées de trois dalles sur chant délimitant de petits coffres juxtaposés dont le fond était dallé.

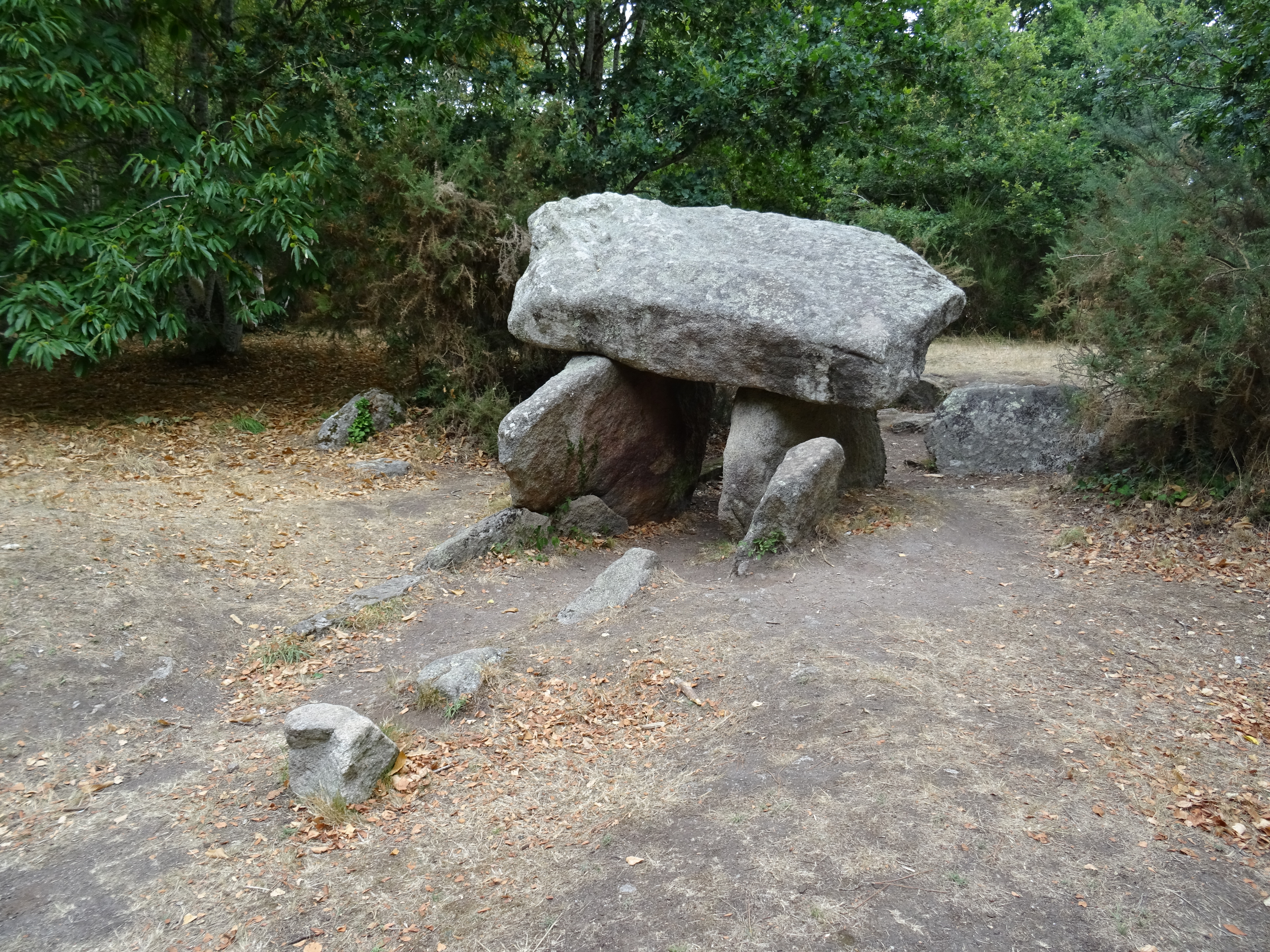
Ensemble mégalithique de Quélarn : restes d'une allée couverte ayant l'apparence d'un dolmen.
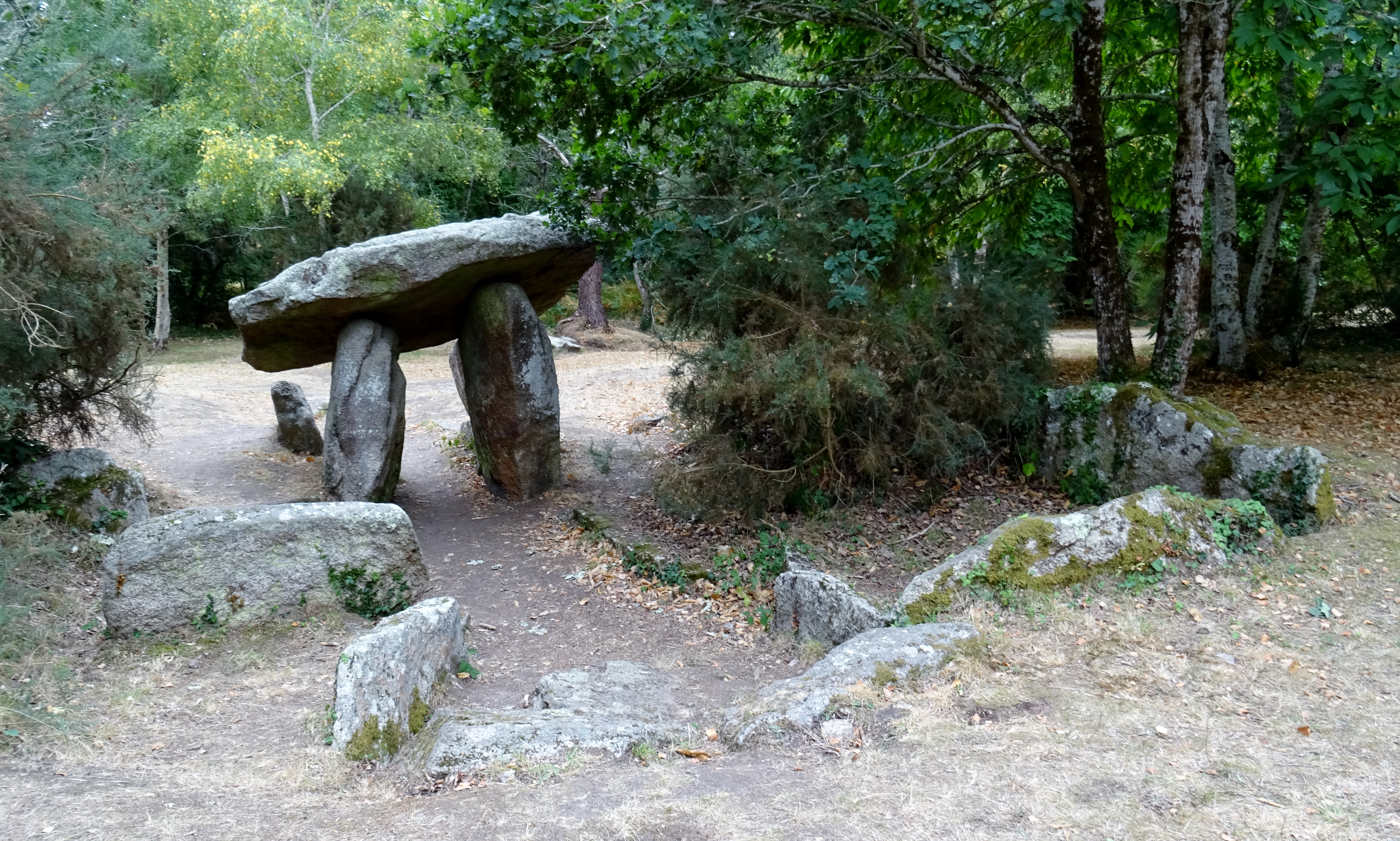
Ensemble mégalithique de Quélarn : restes d'une allée couverte ayant l'apparence d'un dolmen.
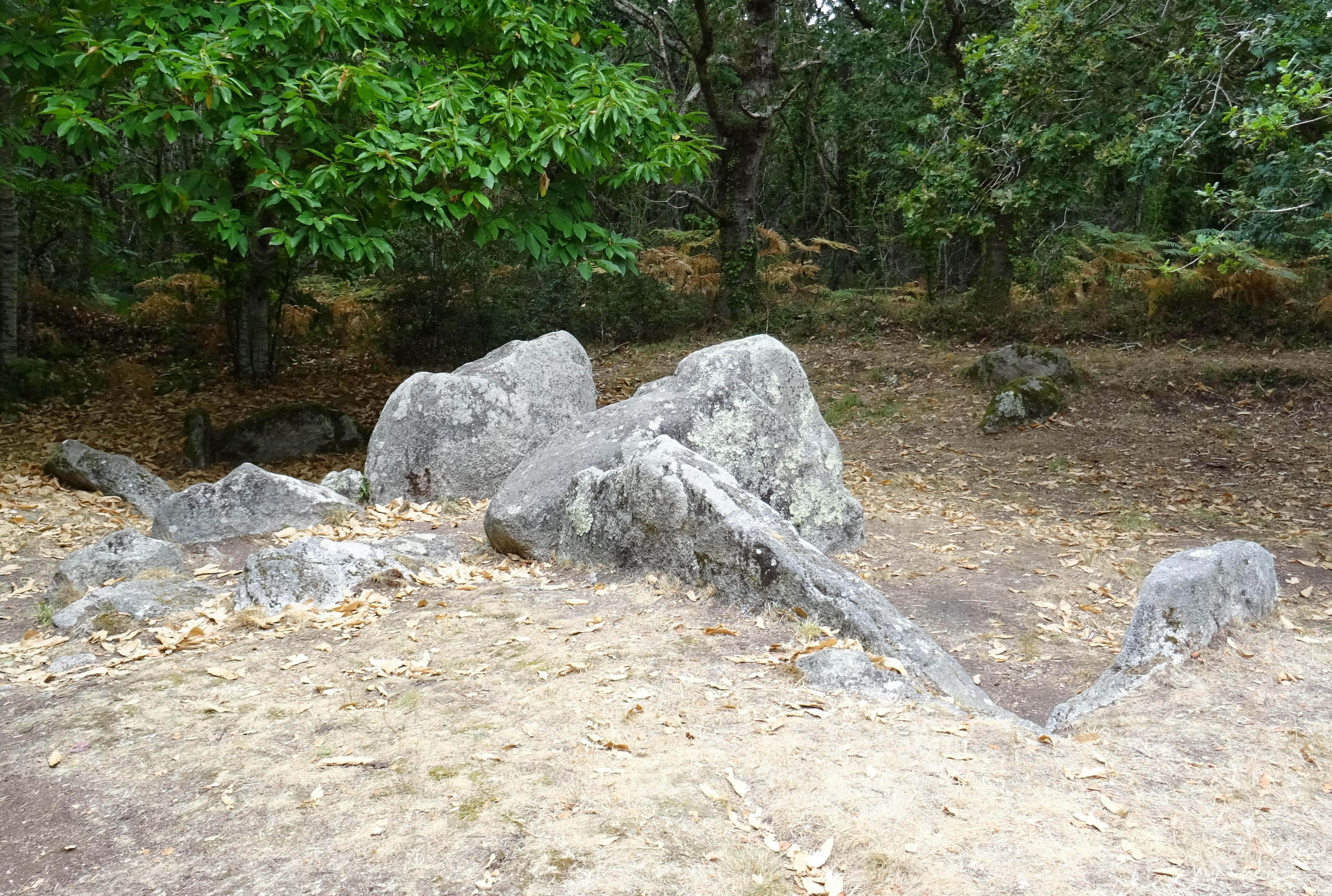
Ensemble mégalithique de Quélarn : l'un des vestiges.
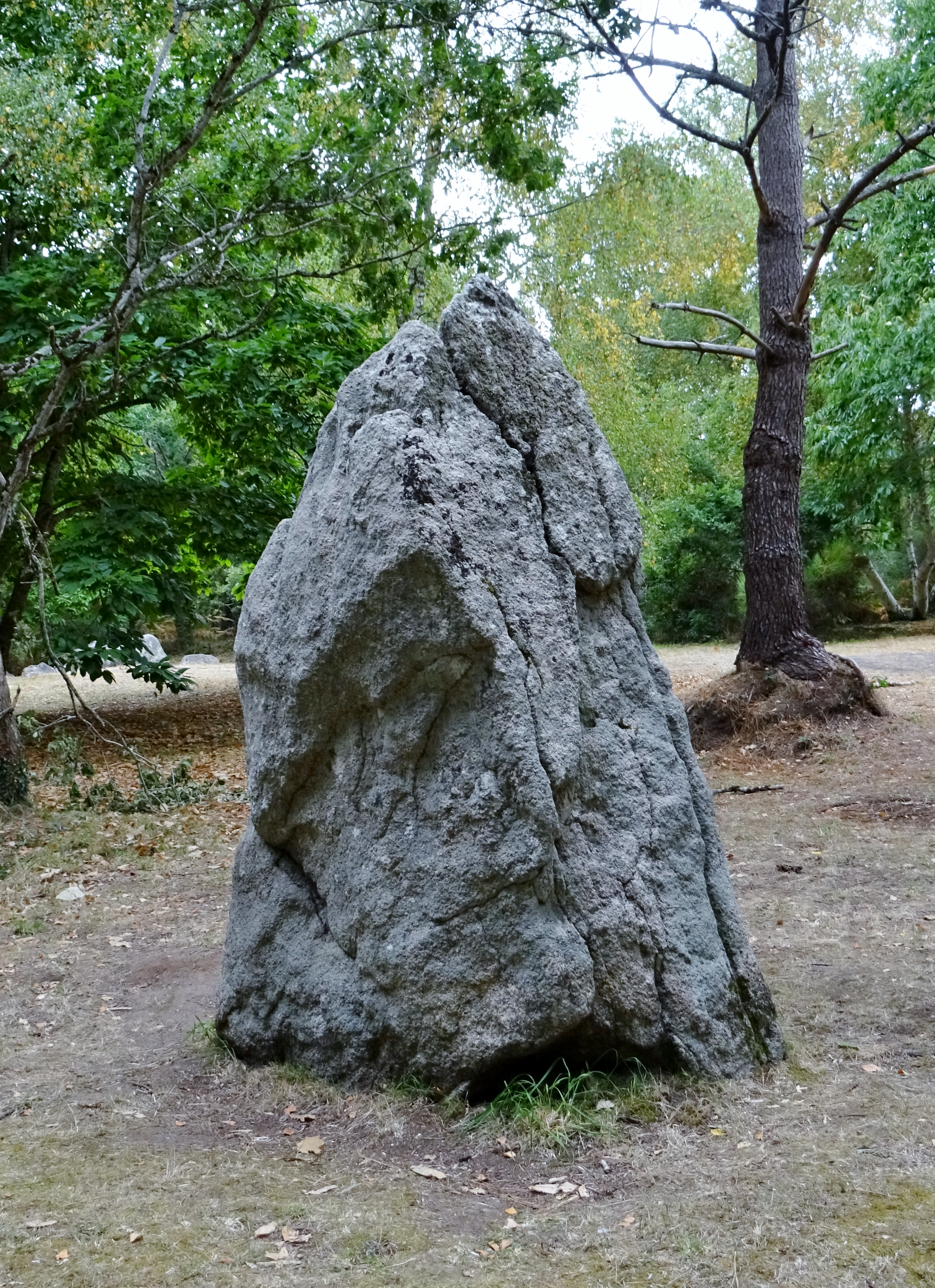
Ensemble mégalithique de Quélarn : menhir.

### Matériel archéologique et datation
De charbons de bois, découverts avec les pierres de calage d'une des fosses, ont été datés d'environ 7000 avant BP, ce qui laisse penser que le site aurait été fréquenté dès le Mésolithique.
L'analyse du vieux sol sous-jacent à la construction C-D a permis de découvrir des pollens qui indiquent que le site était entouré de prairies pâturées et qu'il était donc fréquenté avant la construction du cairn.
Globalement, le mobilier archéologique découvert est assez pauvre. Dans le couloir d'accès de la chambre E, des petits tessons d'une céramique fine, datée du Néolithique moyen, et des tessons d'une céramique plus grossière, datée du Néolithique final, ont été découverts. Ils étaient accompagnés de charbons de bois datés au radiocarbone d'une période correspondant au Bronze moyen et dont la présence pourrait résulter d'une intrusion plus tardive. Des tessons de céramique attribués à la période gallo-romaine et d'autres attribués au Moyen-Age, découverts devant le cairn, attestent d'une fréquentation ultérieure du site.

## Folklore
Selon une tradition locale, le site est fréquenté par des lutins, d'où le nom de Garenne des Korrigans (Gwarenn ar Korriganed ou  Goarem ar C'Horriged en breton) donné à l'endroit. Cette légende pourrait tenir son origine dans le fait qu'on ne pouvait s'introduire dans les couloirs d'accès qu'en rampant, les Korrigans étant, par définition, de petite taille.